# دونالد غرانت
دونالد غرانت (بالإنجليزية: Alick Grant)‏ (11 أغسطس 1916 في المملكة المتحدة - 2008) هو لاعب كرة قدم بريطاني (وحمل سابقاً جنسية المملكة المتحدة لبريطانيا العظمى وأيرلندا) في مركز حراسة المرمى. لعب مع ديربي كاونتي وشيفيلد يونايتد وليدز يونايتد وليستر سيتي ونادي بوري ونادي يورك سيتي ونيوبورت كونتي ووركشوب تاون ‏ ونادي ألدرشوت.